# Saïd Aghassaiy
Saïd Aghassaiy, beter bekend als Pita, is een Belgische rapper en filmproducent.

## Levensloop
Pita maakte zijn mediadebuut midden jaren 90 met de hiphop-formatie ABN, waarmee hij met Def P van Osdorp Posse samenwerkte aan het nummer Algemeen Beskaafd Nederlandz. Later verliet hij de groep. In 1999 heeft hij de muziek geproduceerd voor het album Strijd tegen Valsheid van II-Zwaard. Daarna heeft hij in 2000 met rapper MHD het album Nest stelt voor Grenzlooz gemaakt. Een hit single was Dans met Mij feat. Raymond van het Groenewoud. Ook in 2000 heeft hij het zesde deel van de serie Djax Breakbeatz geproduceerd. Vervolgens was het een tijdlang stil, tot in 2005 zijn soloalbum De Geesten verscheen. In 2007 bracht hij samen met Fanfaar een rockversie uit van Laat ons een bloem van Louis Neefs in het kader van het Eén-programma Zo is er maar één en had hij een hit met Waar is da feesche.
In 2011 presenteerde hij het muziekprogramma "Music 41" op Life!tv. Zijn hit Waar is da feesche was dat jaar tevens het enige Nederlandstalige in de Ultratop 100 dat jaar. Daarnaast bracht hij dat jaar het docudrama Niet zijn thuis uit, een eerbetoon aan Marokkaanse gastarbeiders eind jaren 60. Het verhaal is autobiografisch geïnspireerd en brengt ook het verhaal van zijn vader in beeld die omkwam bij de explosie bij wapenfabriek PRB-Metallurgia te Mechelen. Een jaar later bracht hij een vervolg op de film uit. Eveneens dat jaar bracht hij samen met Luna Van Hoeylandt, een elfjarig meisje dat gepest werd een nummer uit. IN 2013 verzorgde hij de productie van het album Diversity van Ian Thomas en schreef hij voor 8 nummers de tekst en/of muziek.
In 2014 deed hij de productie van het album Net voor de Zon Opkwam van Richie Parinya evenals de bijhorende videoclips. In 2015 won zijn zoon Yannis, op dat moment tien jaar, de grote talentenhow en mag zich bijgevolg de eerste Kleine Stadsartiest van Mechelen noemen. Datzelfde jaar werd tevens bekend dat Pita aan het werken is aan een nieuw filmproject samen met Paul Van Welden van Maan TV onder de naam StapelZot van 'M' . Onder meer Jo Lemaire, Roos Van Acker, Bert Gabriëls en Mark Uytterhoeven behoren tot de cast. Recent stelde hij tevens het derde en laatste deel voor van Niet zijn thuis. Ten slotte werkt hij ook mee aan het digitaal televisiekanaal TV Noordrand.
In 2022 werkte hij samen met de rapper Joost Noord Oost aan de productie en de featuring van de titel Vastberaden. En verder op de albums Van pluim tot pen en Het Noorden kwijt.
In oktober 2024 werd Saïd Aghassai verkozen tot gemeenteraadslid van de stad Mechelen. Hij kwam op onder de naam "Aghassaiy Pita Saïd" en kreeg 402 stemmen. Hij zetelt er voor de partij PVDA.

## Discografie

### Singles
- ABN - Politie Polutie (1998)
- ABN - Algemeen Beskaafd Nederlandz (1998)
- ABN - Vet en fonky (1999)
- II-Zwaard - De Zin van het Leven (1999)
- Pita - Zomer (2006)
- Pita - Waar is da feesche (2007)

### Albums
- ABN - ABNormaal (1998)
- II-Zwaard - Strijd tegen Valsheid (1999)
- Nest - (stelt voor) Grenzlooz (2000)
- Pita - Djax Breakbeatz Vol. 6 (2000)
- Pita - De geesten (2005)
- Pita - Verslaafd (2007)
- Pita - Zwaar (2007)
- Pita - Het uur (2009)

## Filmografie
- Niet zijn thuis 1 (2011)
- Niet zijn thuis 2 (2012)
- Niet zijn thuis 3 (2014)
- StapelZot van 'M'  (2015)
- De Plein (2017)